# Bengt Rune Strifeldt
Bengt Rune Strifeldt (* 24. März 1971) ist ein norwegischer Politiker der rechten Fremskrittspartiet (FrP). Seit 2017 ist er Abgeordneter im Storting.

## Leben
Strifeldt stammt aus der nordnorwegischen Kommune Alta, wo er Mitglied im Kommunalparlament war. Im Jahr 2015 wurde er Abgeordneter im Fylkesting der damaligen Provinz Finnmark.
Bei der Parlamentswahl 2017 zog Strifeldt erstmals in das norwegische Nationalparlament Storting ein. Dort vertritt er den Wahlkreis Finnmark und wurde zunächst Mitglied im Verkehrs- und Kommunikationsausschuss. Im September 2018 wechselte er während der laufenden Legislaturperiode in den Wirtschaftsausschuss. Dort verblieb er auch nach der Wahl 2021.